# خانه شیطان
خانه شیطان مربوط به دوره صفوی است و در شهرستان زابل، بخش شیب آب، روستای لطف‌الله واقع شده و این اثر در تاریخ ۳۰ تیر ۱۳۸۴ با شمارهٔ ثبت ۱۲۱۵۳ به‌عنوان یکی از آثار ملی ایران به ثبت رسیده است.